# Eller-introducering
Eller-introducering, även benämnd Add-regeln (från eng. Law of addition), är en slutledningsregel inom satslogiken. Regeln kan formellt skrivas:
{\displaystyle {\frac {P}{\therefore P\lor Q}}}
vilket betyder att man från en premiss P, kan sluta sig till disjunktionen P eller Q.
Exempel: Från Solen lyser, följer slutsatsen Solen lyser eller  Vågorna glittrar.
Formellt kan regeln även skrivas:
{\displaystyle P\vdash (P\lor Q)}  där {\displaystyle \vdash } betyder satslogisk konsekvens.
Regeln uttryckt som en tautologi eller ett teorem i satslogiken skrivs:
{\displaystyle P\to (P\lor Q)}